# David Caruso
David Caruso (* 7. ledna 1956, Queens, New York, USA) je americký televizní a filmový herec, známy např. díky roli Horatia Cainea v seriálu Kriminálka Miami.

## Životopis
Narodil se v New Yorku knihovnici a vydavateli novin a časopisů. Je irského a italského původu a byl vychován jako katolík. V New Yorku také navštěvoval základní i střední školu. Je spolumajitelem obchodu s oblečením a nábytkem v Miami. Se svou druhou ženou Rachel Ticotin má dceru Gretu (* 1. června 1984). Se svou bývalou přítelkyní Lizou Marquez má další dvě děti – syna Marqueze Anthonyho (* 15. září 2005) a dceru Palomu Raquel (* 16. října 2007). V současné době žije s přítelkyní Aminou Tyrone.

## Kariéra
Jeho filmovým debutem se stala role Henryho ve filmu Getting Wasted. Později se objevil např. ve filmech First Blood, Officer & Gentlemen, Dvojčata, Hudson Hawk, Vzteklej pes a Glorie. Přelomová role přišla v roce 1993, kdy získal roli Johna Kellyho v televizním seriálu Policie New York. Na stříbrné plátno se vrátil rolí ve filmu Životní zkouška. Od roku 2002 do roku 2012 účinkoval jako Horatio Caine v seriálu Kriminálka Miami.

## Filmografie
| Rok       | Film/seriál                       | Role                 | Poznámky                                                              |
| --------- | --------------------------------- | -------------------- | --------------------------------------------------------------------- |
| 1980      | Getting Wasted                    | Danny                |                                                                       |
| 1980      | Without Warning                   | Tom                  |                                                                       |
| 1981      | Crazy Times                       | Bobby Shea           |                                                                       |
| 1981      | Palmerstown, U.S.A.               | Donnie Muller        | 2 díly                                                                |
| 1982      | Důstojník a gentleman             | Topper Daniels       |                                                                       |
| 1982      | Rambo: První krev                 | Mitch                |                                                                       |
| 1983      | T. J. Hooker                      | Russ Jennings        | díl: „Requiem for a Cop“                                              |
| 1983      | The Paper Chase                   | Bennett              | díl: „Commitments“                                                    |
| 1983      | For Love and Honor                | Rusty Burger         | díl: „Pilot“                                                          |
| 1983      | CHiPs                             | Charlie              | díl: „Hot Date“                                                       |
| 1981-1983 | Poldové z Hill Street             | Tommy Mann           | 8 dílů                                                                |
| 1984      | Zloděj citů                       | Buddy Calamara       |                                                                       |
| 1984      | The First Olympics: Athens 1896   | James Connolly       |                                                                       |
| 1986      | Blue City                         | Joey Rayford         |                                                                       |
| 1986-1988 | Crime Story                       | Johnny O'Donnell     | 2 díly                                                                |
| 1987      | Čínská dívka                      | Johnny Mercury       |                                                                       |
| 1987      | Into the Homeland                 | Ryder                |                                                                       |
| 1988      | Dvojčata                          | Al Greco             |                                                                       |
| 1990      | H.E.L.P.                          | Frank Sordoni        | 6 dílů                                                                |
| 1990      | Král New Yorku                    | Dennis Gilley        |                                                                       |
| 1990      | Parker Kane                       | Joey Torregrossa     |                                                                       |
| 1990      | Rainbow Drive                     | Larry Hammond        |                                                                       |
| 1991      | Hudson Hawk                       | Kit Kat              |                                                                       |
| 1991      | Operace Žralok                    | Wilkes               |                                                                       |
| 1993      | Vzteklej pes a Glorie             | Mike                 |                                                                       |
| 1993      | Judgment Day: The John List Story | Bob Richland         |                                                                       |
| 1993-1994 | Policie New York                  | detektiv John Kelly  | 23 dílů Zlatý glóbus v kategorii Nejlepší herec v dramatickém seriálu |
| 1995      | Polibek smrti                     | Jimmy Kilmartin      |                                                                       |
| 1995      | Jade                              | David Corelli        |                                                                       |
| 1997      | Michael Hayes                     | Michael Hayes        |                                                                       |
| 1997      | Zlaté pobřeží                     | Maguire              |                                                                       |
| 1997      | Chlad v srdci                     | Ned Tash             |                                                                       |
| 1998      | Přes mrtvoly                      | Hobbs                |                                                                       |
| 2000      | Na mrtvém bodě                    | Ned Stark            |                                                                       |
| 2000      | Swirlee                           | Softyho spolubydlící |                                                                       |
| 2000      | Životní zkouška                   | Dino                 |                                                                       |
| 2001      | Vražedná terapie                  | Phil                 |                                                                       |
| 2001      | Černé prachy                      | John Hawkins         |                                                                       |
| 2002      | Kriminálka Las Vegas              | Horatio Caine        | díl: „Konflikt pravomocí“                                             |
| 2002-2012 | Kriminálka Miami                  | Horatio Caine        | hlavní role, 232 dílů                                                 |
| 2005      | Kriminálka New York               | Horatio Caine        | díl: „Honička na Manhattanu“                                          |